# Rauf Hasağası
Rauf Mahmoud Hasağası (ur. 6 sierpnia 1900 lub 1903, zm. 21 lipca 1992) – turecki lekkoatleta, olimpijczyk.
Wystąpił na Letnich Igrzyskach Olimpijskich 1924 w jednej konkurencji – biegu na 100 m. Zajął ostatnie 6. miejsce w biegu eliminacyjnym nr 4 (czas nieznany), nie awansując do dalszej części zawodów. Zgłoszony był także do startu w sztafecie 4 × 100 m, jednak reprezentacja Turcji nie pojawiła się na starcie eliminacji.
Rekord życiowy w biegu na 100 m – 11,2 (1923). 7 razy poprawiał rekordy Turcji na sprinterskich dystansach.